# Sint-Pieters-Leeuw

Sint-Pieters-Leeuws vapen

Sint-Pieters-Leeuws läge inom provinsen Vlaams-Brabant

Sint-Pieters-Leeuw (på franska: Leeuw-Saint-Pierre) är en kommun i provinsen Vlaams-Brabant i regionen Flandern i Belgien. Sint-Pieters-Leeuw hade 31 119 invånare per 1 januari 2008.